# Uspantán
Uspantán, o anche San Miguel Uspantán dal nome dell'abitato principale, è un comune del Guatemala facente parte del dipartimento di Quiché.
Uspantán ha dato i natali al Premio Nobel per la pace 1992 Rigoberta Menchú Tum.